# Sebastião Aparício da Silva

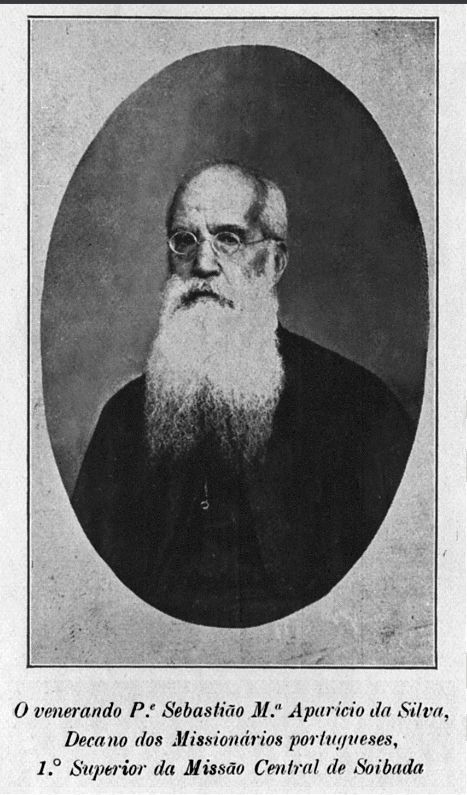
Sebastião Aparício da Silva (1931)

Sebastião Maria Aparício da Silva (* 22. März 1849 in Abrunheiro Grande, Vila de Rei, Portugal; † 30. Dezember 1943 in Guimarães, Portugal) war ein Jesuit, Generalvikar und Missionar in Portugiesisch-Timor.
Sein Studium zum Priesteramt erhielt Silva am Seminar von Cernache do Bonjardim (Colégio Real das Missões Ultramarinas). 1875 wurde er als Seminarprofessor nach Macau entsandt. Silva überbrachte bei seiner Ankunft am 3. Juli desselben Jahres die päpstliche Bulle Universis Orbis Ecclesiis. Durch ein Abkommen zwischen Papst Pius IX. und dem portugiesischen König Luís I. kam die portugiesische Kolonie auf Timor aus der kirchlichen Jurisdiktion von Goa unter die Oberhoheit des Bistums Macau.
Am 10. April 1877 trat Silva als Diözesanpriester das erste Mal seine Reise nach Timor an. Die 53 Tage Überfahrt auf dem niederländischen Schoner Trio beschrieb Silva als zermürbend. Vor der Abreise war eilends für die neun Missionare und acht Beamten im Laderaum ein Raum zum Essen und Schlafen eingerichtet worden, denn das Schiff war nicht für Passagiere ausgelegt. Mit Vorhängen wurden Einzelabteile um die Betten abgetrennt, die Silva als „am besten als Sarg“ bezeichnete. Zudem mussten die Passagiere für das tägliche Essen 28 Pataca zahlen. Da die Reise aber doppelt so lange dauerte, wie erwartet, mussten sie sich ab dem dreißigsten Tag von Sardinenkonserven, trockenen Bohnen und altbackenen Keksen ernähren. Außerdem gerieten sie zwischen Formosa und Luzon für drei Tage in einen Taifun.
Oberhaupt der Missionare, die das Christentum auf der Insel wieder stärker verbreiten sollten, war Generalvikar António Joaquim de Medeiros. Nach ihrer Ausbildung am Colégio Real das Missões Ultramarinas waren die neuen Missionare durchdrungen von patriotisch-imperialistischen Idealen und dem Ehrgeiz, die „dekadente“ Missionierung durch ein aggressives Evangelisierungs- und zivilisatorisches Programm zu reformieren. Barbarei, Aberglaube und Sittenverfall sollten ausgerottet werden. Silva erhielt die Mission in Lacluta. Sie war zuständig für die Gebiete Dilor, Barique, Viqueque, Luca, Bibiluto, Samoro, Dotik, Alas und Bubussuso. Die am weitesten hier verbreitete Sprache war Tetum. Silva begann daher den lokalen Dialekt Tetum Terik zu erlernen.
Die aggressiven Methoden von Medeiros führten mit zum Krieg von Laleia (1878–1880), die aufgrund der öffentlichen Kritik, die bis nach Portugal reichte, zu einer Krise der Mission führte. Silva und Medeiros kehrten für kurze Zeit nach Macau zurück. 1881 wurde Silva in Portugiesisch-Timors Hauptstadt Dili zurückgeschickt, wo er die Schule der Schwestern der Nächstenliebe leitete und in Lahane portugiesische Priester im Kolleg unterrichtete. 1885 wurde Silva wieder nach Macau beordert, wo er mit dem Catecismo da Doutrina Cristã em Tetum (deutsch Katechismus der christlichen Lehre in Tetum) sein erstes Buch veröffentlichte. Bis 1887 arbeitete er auf Timor weiter an einem Grammatikbuch und dem Entwurf eines Wörterbuchs für Tetum, bis er 1887 zusammen mit Pater Manuel Maria Alves da Silva, dem Experten für Galoli nach Portugal auf Heimaturlaub geschickt wurde. Zwischen April 1887 und Juni 1888 stellte Silva das erste Dicionário Tetum-Português (deutsch Wörterbuch Tetum – Portugiesisch) fertig und veröffentlichte es 1889 in der Seminardruckerei in Macau.

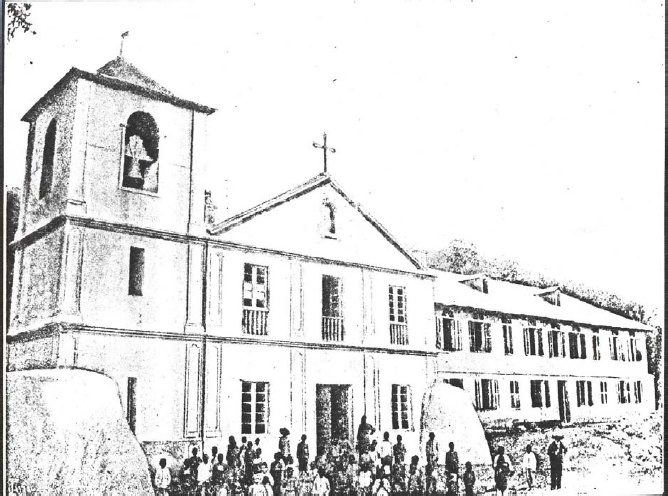
Die Kirche in Soibada (1913)

1891 beantragte Silva in Lissabon die Aufnahme in die Gesellschaft Jesu. Nach drei Jahren Umschulung kehrte er als Jesuit nach Macau zurück. 1897 bot ihm Bischof José Manuel de Carvalho die Stelle des Rektors des Seminars São José an. 1899 gründete Silva im timoresischen Soibada die Missão do Sagrado Coração de Jesus. Hier wurde das Vikariat für die Südküste der Kolonie angesiedelt, das den Jesuiten 1900 übergeben wurde. Silva wurde Generalvikar. Er hatte damit die Verantwortung für die Gebiete Barique, Fehuc Rin, Viqueque, Luca, Alas, Raimean, Suro, Atsabe, Batugade und Balibo.
Unter Silva wurden in Soibada zwei Colégios für Jungen und Mädchen gegründet, dem auch ein Internat angeschlossen wurde. Das Mädcheninternat wurde den Schwestern der Canossianer übergeben. Außerdem eröffnete Silva zwei Berufsschulen für Tischler und Maurer, eine Seifensiederei und er baute die Landwirtschaft aus, einschließlich von Reisfeldern in Clacuc. Soibada war in dieser Zeit das religiöse und Bildungszentrum auf Timor.
Silva hatte seine eigenen Methoden zur Verbreitung des christlichen Glaubens entwickelt. Der Chronist der Mission in  Timor Pater Manuel Teixeira berichtete:

„Er ging mit einem Horn bewaffnet in die zerklüfteten Berge, und wenn er glaubte, in Hörweite der scheuen Bewohner zu sein, die sich im Busch versteckten, zückte er das stumme Instrument und überflutete die Luft plötzlich mit improvisierten Melodien. Es dauerte nicht lange, bis er von kleinen und großen Kindern umringt war, bei denen der Klang des seltsamen Instruments erst Angst, dann Neugier und schließlich, als sie sich alle um den Spieler scharten, einfaches Vergnügen und Vertrauen hervorrief. Wenn er der Meinung war, dass die Zuhörerschaft groß genug war, hörte das Konzert auf und der Katechismusunterricht begann.“

Doch im Dezember 1910 wurden die Jesuiten durch die neue republikanischen Regierung Portugals aus der Kolonie verbannt. Silva ging nach Macau, unterrichtete am Cochin-Seminar und wurde 1913 zum Superior der Shiu-Hing-Mission (Shaoxing  紹 興) ernannt, bevor er schließlich nach Portugal zurückkehrte. Der Patriarchen von Lissabon ernannte Silva zu seinem Lebensende zum Dekan der portugiesischen Missionare. 1940 traf er den jungen Novizen João Felgueiras, der 1987 als letzter Jesuit zur Mission in Soibada entsandt werden sollte.
Silva starb am 30. Dezember 1943 in Guimarães im Alter von 96 Jahren.

## Ehrungen
Am 3. April 2023 wurde ein Denkmal mit der Statue von Pater Sebastião Aparício da Silva neben der Missionskirche in Soibada eingeweiht.
Nach Silva wurde das Sebastião Aparício da Silva Project benannt, mit dem die Sprachen Osttimors erhalten werden soll.

## Werke
Silva verfasste mehrere Bücher. 1885 den Catecismo da Doutrina Cristã em Tetum, 1889 das Dicionário Tetum-Português und 1929 Missão de Timor (deutsch Mission von Timor). Ein Kritiker schrieb 1885 in einer Zeitung in Macau:

„Ein kleines Werk von 144 Seiten, das kürzlich in der Druckerei des Priesterseminars St. Joseph gedruckt und Seiner Exzellenz, Dom Antonio Joaquim de Medeiros, Bischof dieser Diözese, gewidmet wurde. Der bescheidene und gelehrte Autor sagt, es sei das erste gedruckte Buch, das in Tetum erscheint, und er hält es für ein kühnes Unterfangen, da noch nie etwas in einem der vielen in Timor verwendeten Dialekte geschrieben worden ist. Das Buch könne als Leitfaden dienen, um die Sprache zu lernen, in der der Katechismus verfasst ist. Es war auch eine schwierige Aufgabe, bestimmte Wahrheiten unserer heiligen Religion in dieser Sprache zu erklären, da es ihr an Begriffen fehlt, um abstrakte Ideen auszudrücken.
Wenn wir die Schwierigkeit des Unterfangens verstehen, verdient der Autor umso mehr Lob, als er ohne jegliche Anleitung sein Ziel erreicht hat, ein literarisches Medium aus einer der agglutinierenden malaiisch-polynesischen Sprachen zu schmieden, die ihre Wörter durch die Zusammenballung verschiedener Wurzeln bilden... Allein aus diesem Grund ist das Werk wirklich wertvoll.(...)
Das Werk von Pater Sebastião ist nicht nur ein wertvolles Hilfsmittel für das Studium der Lautsysteme und der Wurzeln der Sprachen der malaiischen Gruppe, sondern auch ein neu geebneter Weg, der es uns ermöglicht, den Völkern unseres Besitzes im südostasiatischen Archipel unsere Zivilisation schneller nahezubringen und sie in die Wahrheiten der evangelischen Moral einzuführen.
Und wenn Seine Hochwürden ein anderes Werk von noch größerer Tragweite, sein Wörterbuch der Tetum-Sprache, vollendet haben wird, wird er - wie unser vortrefflicher Prälat in seiner Antwort auf die Widmung sagt - "den wichtigsten Dienst für unsere Missionen geleistet haben, denn ein Priester, der neu in Timor ankommt und in der Lage ist, sowohl diesen Katechismus in der Landessprache als auch ein Wörterbuch, das ihm als Dolmetscher dient, durchzublättern, wird alle notwendigen Werkzeuge besitzen, um innerhalb seiner ersten sechs Monate ein guter Missionar zu werden. [...] Wir betrachten die jüngste Arbeit von Pater Sebastião und sein in Kürze erscheinendes Wörterbuch der Tetum-Sprache als die ersten Früchte eines guten Omen und sagen mit einem berühmten Autor, dass Enthusiasmus und Liebe zu den richtigen Dingen zwar einen guten Start ermöglichen, dass aber Zeit und Erfahrung zur Vollkommenheit führen.
Seiner Hochwürden also unsere aufrichtigen Glückwünsche.“